# Cao Lan, Lan Châu
Cao Lan (chữ Hán phồn thể: 皋蘭縣, chữ Hán giản thể: 皋兰县) là một huyện thuộc địa cấp thị Lan Châu, tỉnh Cam Túc, Cộng hòa Nhân dân Trung Hoa. Cao Lan giáp các huyện: Bạch Ngân, Du Trung, nội thành Lan Châu, Vĩnh Đăng, Cảnh Thái. Huyện này có diện tích 2556 km², dân số năm 2003 là 170.000 người. Huyện lỵ đóng ở trấn Thạch Động. Mã số bưu chính của Cao Lan là 730200. Về mặt hành chính, huyện này được chia thành 3 trấn, 3 hương.
- Trấn: Thạch Động, Tây Xá và Thập Xuyên.
- Hương: Hắc Thạch, Trung tâm và Thủy Phu.